# Vibeke Stybe
Vibeke Stybe f. Rasmussen (20. april 1922 – 3. marts 2021) var en dansk bibliotekar, forfatter og børnelitteraturforsker.

## Liv og karriere
Hun blev født i Slagelse hvor hun også voksede op. Vibeke Stybe var datter af kontorchef Hans Rasmussen og telegrafist Rigmor Neuschwang. I sin barndom og ungdom var hun interesseret i fugle og blomster, som blandt andet kom til udtryk i digte som hun fik offentliggjort i Sorø Amtstidende. I 1981 udgav hun samlingen Fandens mælkebøtte, der ligeledes bestod af naturlyrik.
Vibeke Stybe blev i 1940 student fra Slagelse kommunale højere Almenskole og blev uddannet bibliotekar fra Statens Biblioteksskole i 1945.
I 1948 mødte hun sin kommende mand, professor Svend Erik Stybe, og flyttede med ham kort efter til København hvor hun fik ansættelse på Statens pædagogiske Studiesamling, det senere Danmarks Pædagogiske Bibliotek. De blev gift d. 14. september 1949.
I 1954 oprettedes der en særlig børnebogssamling ved Statens pædagogiske Studiesamling på hendes foranledning. Hun blev de facto leder af samlingen frem til sin pension i 1990, dog uden nogensinde at have titlen. Hun formåede i sit virke at opbygge en af Europas største nationale samlinger af børnelitteratur med i alt 80.000 bind.
Hun debuterede i 1962 som forfatter med bogen Fra Askepot til Anders And, der sidenhen blev oversat til svensk. Bogen er en gennemgang af børnelitteraturens historie.
Vibeke Stybe var med til at få International Research Society for Children's Literature op at stå og ligeledes den danske afdeling af International Board on Books for Young People, Selskabet for Børnelitteratur, som hun var formand for i årene 1979 - 1984.
Vibeke Stybe er begravet på Lyngby Parkkirkegård.